# Ángel Cardozo
Ángel Rodrigo Cardozo Lucena (Asunción, 19 ottobre 1994) è un calciatore paraguaiano, centrocampista del Libertad.

## Statistiche

### Cronologia delle presenze e reti in nazionale
| Cronologia completa delle presenze e delle reti in nazionale ― Paraguay | Cronologia completa delle presenze e delle reti in nazionale ― Paraguay | Cronologia completa delle presenze e delle reti in nazionale ― Paraguay | Cronologia completa delle presenze e delle reti in nazionale ― Paraguay | Cronologia completa delle presenze e delle reti in nazionale ― Paraguay | Cronologia completa delle presenze e delle reti in nazionale ― Paraguay | Cronologia completa delle presenze e delle reti in nazionale ― Paraguay | Cronologia completa delle presenze e delle reti in nazionale ― Paraguay |
| Data                                                                    | Città                                                                   | In casa                                                                 | Risultato                                                               | Ospiti                                                                  | Competizione                                                            | Reti                                                                    | Note                                                                    |
| ----------------------------------------------------------------------- | ----------------------------------------------------------------------- | ----------------------------------------------------------------------- | ----------------------------------------------------------------------- | ----------------------------------------------------------------------- | ----------------------------------------------------------------------- | ----------------------------------------------------------------------- | ----------------------------------------------------------------------- |
| 12-6-2018                                                               | Innsbruck                                                               | Giappone                                                                | 4 – 2                                                                   | Paraguay                                                                | Amichevole                                                              | -                                                                       | 59’                                                                     |
| 13-10-2020                                                              | Mérida                                                                  | Venezuela                                                               | 0 – 1                                                                   | Paraguay                                                                | Qual. Mondiali 2022                                                     | -                                                                       | 77’                                                                     |
| 13-11-2020                                                              | Buenos Aires                                                            | Argentina                                                               | 1 – 1                                                                   | Paraguay                                                                | Qual. Mondiali 2022                                                     | -                                                                       |                                                                         |
| 17-11-2020                                                              | Asunción                                                                | Paraguay                                                                | 2 – 2                                                                   | Bolivia                                                                 | Qual. Mondiali 2022                                                     | -                                                                       | 58’                                                                     |
| 3-6-2021                                                                | Montevideo                                                              | Uruguay                                                                 | 0 – 0                                                                   | Paraguay                                                                | Qual. Mondiali 2022                                                     | -                                                                       | 68’                                                                     |
| 8-6-2021                                                                | Asunción                                                                | Paraguay                                                                | 0 – 2                                                                   | Brasile                                                                 | Qual. Mondiali 2022                                                     | -                                                                       | 80’                                                                     |
| 22-6-2021                                                               | Brasilia                                                                | Argentina                                                               | 1 – 0                                                                   | Paraguay                                                                | Coppa America 2021 - 1º turno                                           | -                                                                       | 66’                                                                     |
| 24-6-2021                                                               | Brasilia                                                                | Cile                                                                    | 0 – 2                                                                   | Paraguay                                                                | Coppa America 2021 - 1º turno                                           | -                                                                       |                                                                         |
| 2-7-2021                                                                | Goiânia                                                                 | Perù                                                                    | 3 – 3 dts (4 – 3 dtr)                                                   | Paraguay                                                                | Coppa America 2021 - Quarti di finale                                   | -                                                                       | 46’                                                                     |
| 5-9-2021                                                                | Asunción                                                                | Paraguay                                                                | 1 – 1                                                                   | Colombia                                                                | Qual. Mondiali 2022                                                     | -                                                                       |                                                                         |
| 7-10-2021                                                               | Asunción                                                                | Paraguay                                                                | 0 – 0                                                                   | Argentina                                                               | Qual. Mondiali 2022                                                     | -                                                                       | 46’                                                                     |
| 10-10-2021                                                              | Santiago del Cile                                                       | Cile                                                                    | 2 – 0                                                                   | Paraguay                                                                | Qual. Mondiali 2022                                                     | -                                                                       |                                                                         |
| 13-10-2021                                                              | La Paz                                                                  | Bolivia                                                                 | 4 – 0                                                                   | Paraguay                                                                | Qual. Mondiali 2022                                                     | -                                                                       | 43’ 53’                                                                 |
| 2-6-2022                                                                | Sapporo                                                                 | Giappone                                                                | 4 – 1                                                                   | Paraguay                                                                | Amichevole                                                              | -                                                                       | 65’                                                                     |
| 31-8-2022                                                               | Atlanta                                                                 | Messico                                                                 | 0 – 1                                                                   | Paraguay                                                                | Amichevole                                                              | -                                                                       | 86’                                                                     |
| Totale                                                                  |                                                                         | Presenze                                                                | 15                                                                      |                                                                         | Reti                                                                    | 0                                                                       |                                                                         |